# Zygotritonia hysterantha
Zygotritonia hysterantha är en irisväxtart som beskrevs av Peter Goldblatt. Zygotritonia hysterantha ingår i släktet Zygotritonia och familjen irisväxter. Inga underarter finns listade i Catalogue of Life.